# St. Charles (Arkansas)
St. Charles è un comune degli Stati Uniti d'America, situato in Arkansas, nella contea di Arkansas.